# Цой Ги Хва
Цой Ги Хва (1911 год, Корея — 9 сентября 1989, Кызыл-Орда) — звеньевой колхоза «Кантонская коммуна» Тереньузякского района Кзыл-Ординской области, Казахская ССР. Герой Социалистического Труда (1949).

## Биография
Родился в 1911 году в Корее.
В 20-е годы XX столетия его семья эмигрировала в РСФСР в Приморский край. Свою трудовую деятельность начал в колхозе «Кантонская коммуна». После депортации корейцев был определён на спецпоселение в Кзыл-Ординскую область, Казахская ССР. Работал разнорабочим в колхозе «Кантонская коммуна» Тереньузякского района, позднее был назначен звеньевым рисоводческого звена.
В 1948 году звено под руководством Цой Ги Хва собрало в среднем по 95 центнеров риса с каждого гектара на участке площадью 5 гектаров. За эти выдающиеся трудовые достижения был удостоен в 1949 году звания Героя Социалистического Труда.
В 1953 году поступил в Чимкентский сеслькохозяйственный техникум, по окончании которого в 1956 году возвратился в колхоз, где был назначен бригадиром. С 1956 по 1964 год — бригадир колхоза «Кантонская коммуна».
С 1964 года — управляющий второго отделения совхоза «Теренозекский». В 1966 году работники отделения, которым руководил Цой Ги Хва, после применения новых методов агротехники намолотили в среднем по 36,7 центнеров риса с каждого гектара на посевной площади в 1179 гектаров.

## Награды
- Герой Социалистического Труда — указом Президиума Верховного Совета СССР 20 мая 1949 года
- Орден Ленина
- Орден «Знак Почёта»